# Spôjmaï Zariâb
Spôjmaï Zariâb (persisch سپوژمی زریاب, DMG S(e)pōžmay-i Zaryāb, * 1949 in Kabul) ist eine afghanische Schriftstellerin, die auf Dari, der afghanischen Variante des Persischen, schreibt.
Zariâb wuchs in Kabul auf und besuchte das Lycée français de Kaboul (dt. „das französische Gymnasium zu Kabul“). Danach studierte sie französische Sprache und Literatur an der Universität Kabul sowie in Besançon. Sie arbeitete als Französischlehrerin sowie während der sowjetischen Besetzung Afghanistans als Übersetzerin für die französische Botschaft. Von 1966 an erschienen über 50 ihrer auf Persisch verfassten Geschichten in iranischen und afghanischen Zeitungen und Zeitschriften. Die ersten erschienen noch unter ihrem Mädchennamen Spôjmaï Ra’Ouf, dann heiratete sie den Schriftsteller Rahnaward Zaryab. 1991 emigrierte Zariâb nach Frankreich, wo sie weiterhin literarisch tätig ist und 1997 in Montpellier in französischer Literatur promovierte.

## Übersetzungen
Zariâb war die erste afghanische Autorin, deren Werke ins Französische übersetzt wurden. Folgende Werke sind in Übersetzung erschienen:
- Ces murs qui nous écoutent (2000)
- La plaine de Caïn. Übersetzung Didier Leroy. Paris: Suffles, 1988
- Dessine-moi un coq (2003)
- Les demeures sans nom (2010)

Drei Geschichten aus dem Band La plaine de Caïn wurden von einem französischen Regisseur zu einem Theaterstück verarbeitet, das auf dem Festival von Avignon 1991 uraufgeführt wurde.
In deutscher Sprache erschien der Kurzgeschichten-Band:
- Wenn Katzen Menschen werden. Erzählungen. Aus dem Dari übersetzt von Jutta Himmelreich. Frankfurt/M.: Insel, 2005 ISBN 9783458172840

Folgende Geschichten erschienen in englischer Übersetzung im UNESCO Courier:
- Babylon reconquered (2009)
- The man from Kabul (2008)